# Placidium umbrinum
Placidium umbrinum är en lavart som först beskrevs av Breuss, och fick sitt nu gällande namn av Prieto & Breuss. Placidium umbrinum ingår i släktet Placidium och familjen Verrucariaceae.   Inga underarter finns listade i Catalogue of Life.